# Fabian Schär
Fabian Lukas Schär, född 20 december 1991, är en schweizisk fotbollsspelare som spelar för Newcastle United.

## Klubbkarriär
Den 26 juli 2018 värvades Schär av Newcastle United, där han skrev på ett treårskontrakt. Den 29 april 2022 förlängde Schär sitt kontrakt med två år.

## Landslagskarriär
Schär var med i Schweiz trupp vid fotbolls-VM 2014.